# Henri Nolen
Henri George Nolen (Rotterdam, 30 juni 1890 – Rheden, 8 april 1986) was een Nederlands elektrotechnisch ingenieur, voormalig directeur van N.V. Willem Smit & Co. transformatorenfabriek te Nijmegen en hoogleraar aan de Technische Universiteit Delft.

## Biografie
Nolen werd geboren in Rotterdam als zoon van Willem Nolen (1854-1939) en Daniëla Anna de Chaufepié (1856-1928). Zijn vader was arts en hoogleraar interne geneeskunde te Leiden. Na de openbare school in Leiden ging hij naar de hogereburgerschool. Aansluitend studeerde hij vanaf 1907 elektrotechniek aan de Technische Hogeschool in Delft, alwaar hij in 1913 met lof zijn ingenieursdiploma behaalde. Gedurende zijn studententijd was hij president van het Delfsch Studentencorps. Na zijn afstuderen bleef hij er een jaar aan als assistent van Clarence Feldmann, totdat hij – vanwege de dreiging van de Eerste Wereldoorlog – werd opgeroepen voor militaire dienst. Na twee jaar mocht hij zijn uniform neerleggen en trad hij in dienst van de Nijmeegse transformatorenfabriek Willem Smit & Co, die drie jaar daarvoor door Willem Benjamin Smit en Thomas Rosskopf was opgericht als afsplitsing van Smit Slikkerveer.
Dit bedrijf fabriceerde en installeerde transformatoren voor het sterk groeiende elektriciteitsnet in Nederland aan het begin van de 20ste eeuw. Zijn eerste project was het ontwerp en de installatie van een 4000 kVA-transformator in Amsterdam (Hoogte Kadijk). Naast zijn werkzaamheden bij Willem Smit promoveerde hij in 1925 bij zijn afstudeerhoogleraar Feldmann op het proefschrift: "Transformatorvelden; onderzoek der magnetische velden in transformatorvelden en naar de invloed, welke deze op het net uitoefenen". Datzelfde jaar werd Nolen benoemd tot mede-directeur van N.V. Willem Smit & Co. Om de gefabriceerde transformatoren goed te kunnen testen voordat ze in het veld werden geïnstalleerd liet hij bij Smit een hoogspanningslaboratorium bouwen.
In 1937 volgde hij zijn leermeester Feldmann op als hoogleraar elektrotechniek aan de Technische Universiteit Delft in de 'Elektrotechnische Constructie'. Deze leerstoel omvatte de kerngebieden gelijkstroommachines, transformatoren en asynchrone- en synchrone machines. Als hoogleraar was Nolen binnen Nederland een voortrekker met betrekking tot vermogenselektronica. Ook vroeg hij diverse personen uit de praktijk om aan studenten gastcollege te geven over de bouw van elektrotechnische apparaten.

### Familie
Nolen trad in 1916 in het huwelijk met de drie jaar jongere Hubertha Gerarda van Walsem (1894-1976). Ze kregen twee zoons (Willem & Aart Johann) en twee dochters (Hubertha Gerarda & Henriëtte). De oudste dochter Hubertha Gerarda trouwde met Gerard van Rossem, en zij kregen Sis van Rossem, Maarten van Rossem en Vincent van Rossem.
- Biografisch Portaal: 47727178
- International Standard Name Identifier: 0000 0003 9395 7137
- Nederlandse Thesaurus van Auteursnamen: 148379966
- Système universitaire de documentation: 227806603
- Virtual International Authority File: 288323181
- WorldCat: E39PBJvhkqwTCh9gFJBhfKJ4bd